# روران
روران هي قرية في مقاطعة أصفهان، إيران. عدد سكان هذه القرية هو 1,942 في سنة 2006.